# Ransi
Ransi (på äldre kartor även kallad Ransjön) är en sjö i närheten av byn Nornäs i Älvdalens kommun i Dalarna som ingår i Dalälvens huvudavrinningsområde. Sjön är 4 meter djup, har en yta på 4,08 kvadratkilometer och befinner sig 451 meter över havet.

## Delavrinningsområde
Ransi ingår i delavrinningsområde (681830-136341) som SMHI kallar för Utloppet av Ransi. Medelhöjden är 461 meter över havet och ytan är 27,72 kvadratkilometer. Räknas de 15 avrinningsområdena uppströms in blir den ackumulerade arean 196,52 kvadratkilometer. Horrmundsvallen (Björnån) som avvattnar avrinningsområdet har biflödesordning 3, vilket innebär att vattnet flödar genom totalt 3 vattendrag innan det når havet efter 495 kilometer. Avrinningsområdet består mestadels av skog (38 procent) och sankmarker (45 procent). Avrinningsområdet har 4,5 kvadratkilometer vattenytor vilket ger det en sjöprocent på 16,2 procent.